# Alexander Zverev
Alexander Aleksandrovich Zverev ([ˌalɛˈksandɐ ˈzaʃa ˈt͡sfɛʁɛf]; tiếng Nga: Александр Александрович Зверев, IPA: [ɐlʲɪˈksandr ˈzvʲerʲɪf]; sinh ngày 20 tháng 4 năm 1997), tên thân mật Sascha (tiếng Nga: Са́ша), là vận động viên quần vợt chuyên nghiệp người Đức gốc Nga. Anh hiện đang nằm trong top 30 ATP.
Anh là con của cựu tay vợt người Nga Aleksandr Mikhailovich Zverev và là em trai của tay vợt Mischa Zverev.
Anh được Hiệp hội quần vợt nhà nghề (ATP) xếp hạng cao nhất trong sự nghiệp là vị trí số 2 thế giới và liên tục nằm trong top 10 từ tháng 7 năm 2017 đến tháng 11 năm 2022. Những điểm nổi bật trong sự nghiệp của Zverev bao gồm các danh hiệu tại ATP Finals 2018 và 2021, và một huy chương vàng tại Thế vận hội Tokyo 2020. Anh ấy đã giành được 20 danh hiệu ATP Tour ở nội dung đơn và hai danh hiệu ở nội dung đôi, đồng thời lọt vào trận chung kết lớn nhất trong sự nghiệp tại Giải quần vợt Mỹ Mở rộng 2020, về nhì trước Dominic Thiem.

## Đầu đời
Zverev sinh năm 1997 ở Hamburg, Đức, trong một gia đình gốc Nga. Cả bố và mẹ của anh, Aleksandr và Irina đều là cựu tay vợt Nga; bố anh từng thi đấu chuyên nghiệp cho Liên Xô. Anh trai của anh, Mikhail Alexandrovich Zverev (tên thân mật: Mischa), cũng là một tay vợt chuyên nghiệp.

## Sự nghiệp thời thiếu niên
Từ tháng 10 năm 2013 tới tháng 6 năm 2014, Zverev là tay vợt trẻ số 1 thế giới. Là một tay vợt trẻ, anh đã giành được kỷ lục thắng/thua là 96-35.
Zverev lọt vào trận chung kết của Pháp Mở rộng trẻ 2013, thua trước Christian Garín. Sau khi thua ở vòng ba của giải Wimbledon trẻ 2013, anh lọt vào trận bán kết của Mỹ Mở rộng trẻ 2013 và để thua nhà vô địch lúc đó, Borna Ćorić.
Zverev vô địch Úc Mở rộng trẻ 2014 với vị trí hạt giống số 1, đánh bại hạt giống số 2, Stefan Kozlov ở chung kết.

## Sự nghiệp chuyên nghiệp

### 2017: Top năm bảng xếp hạng và 2 danh hiệu Masters
Zverev bắt đầu năm mới bằng việc gặt hái kết quả tốt nhất của mình tại Grand Slam vào thời điểm đó, rơi vào vòng 3 của Úc Mở rộng để thi đấu với á quân Rafael Nadal trong trận đấu 5 set. 
Zverev đã đánh bại Robin Haase và Frances Tiafoe, trong những lượt đầu tiên và thứ hai tương ứng để đạt được người Tây Ban Nha. Zverev đại diện cho Đức ở vòng đấu đầu tiên của Davis Cup, thua Steve Darcis sau khi giành chiến thắng trước Arthur De Greef, chiến thắng đầu tiên của anh tại Davis Cup. Trong lần xuất hiện thứ hai của mình tại giải Open Sud de France, Zverev đã giành danh hiệu đầu tiên trong năm của mình đánh bại Richard Gasquet trong các sét trắng. Zverev và anh trai của ông cũng giành chức vô địch đôi tại Montpellier, đánh bại Fabrice Martin và Daniel Nestor.

## Cuộc sống cá nhân

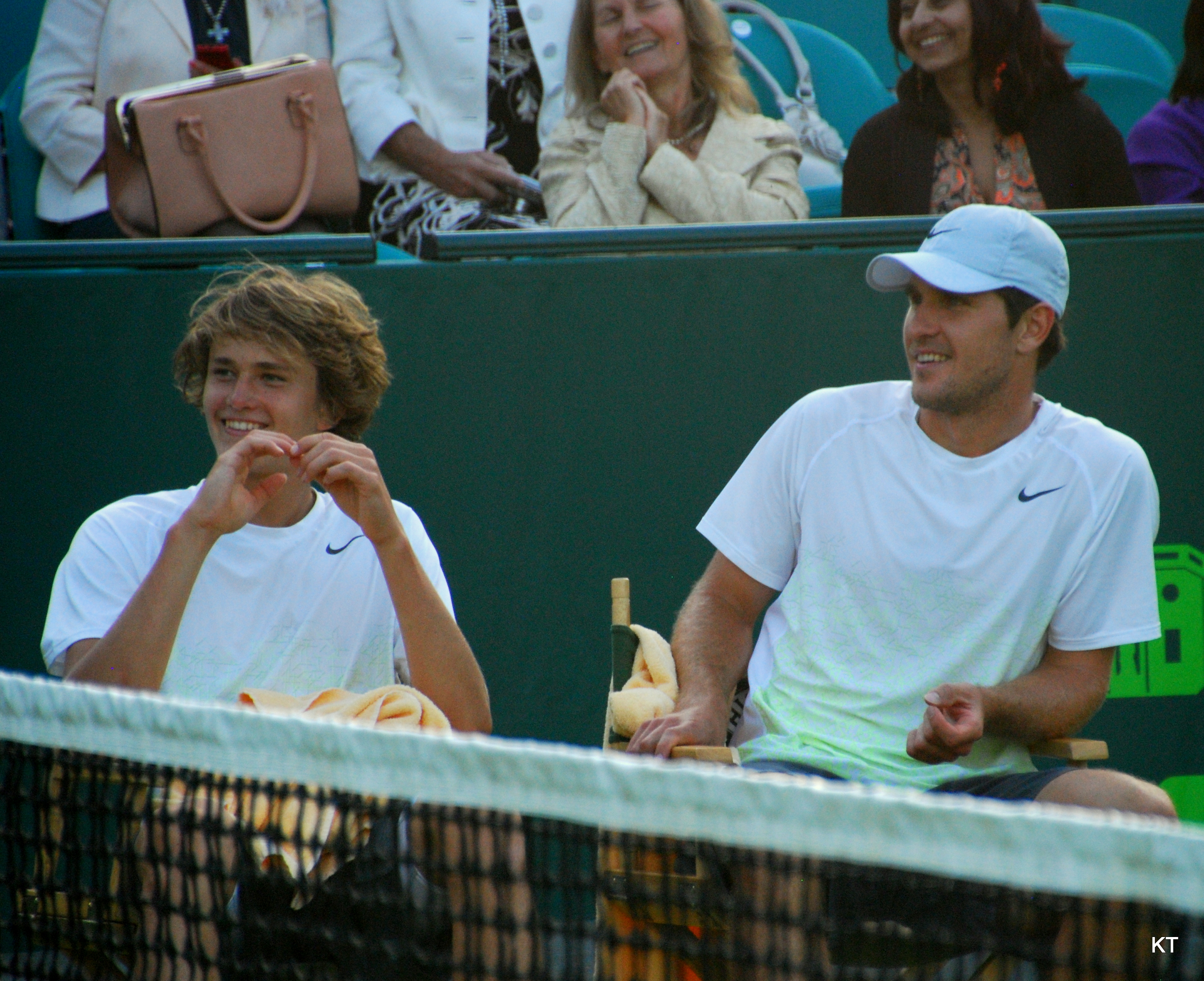
Zverev với anh trai, Mischa (phải), năm 2013

Nơi ở chính của Zverev là Monte Carlo. Anh cũng sống ở Hamburg và Florida. Sở thích của anh là chơi golf và bóng rổ. Anh nói rằng mình là một fan hâm mộ bóng rổ và là cổ động viên của Miami Heat. Roger Federer là thần tượng của anh.
Zverev nói tiếng Đức, tiếng Nga và tiếng Anh.

## Bê bối thi đấu

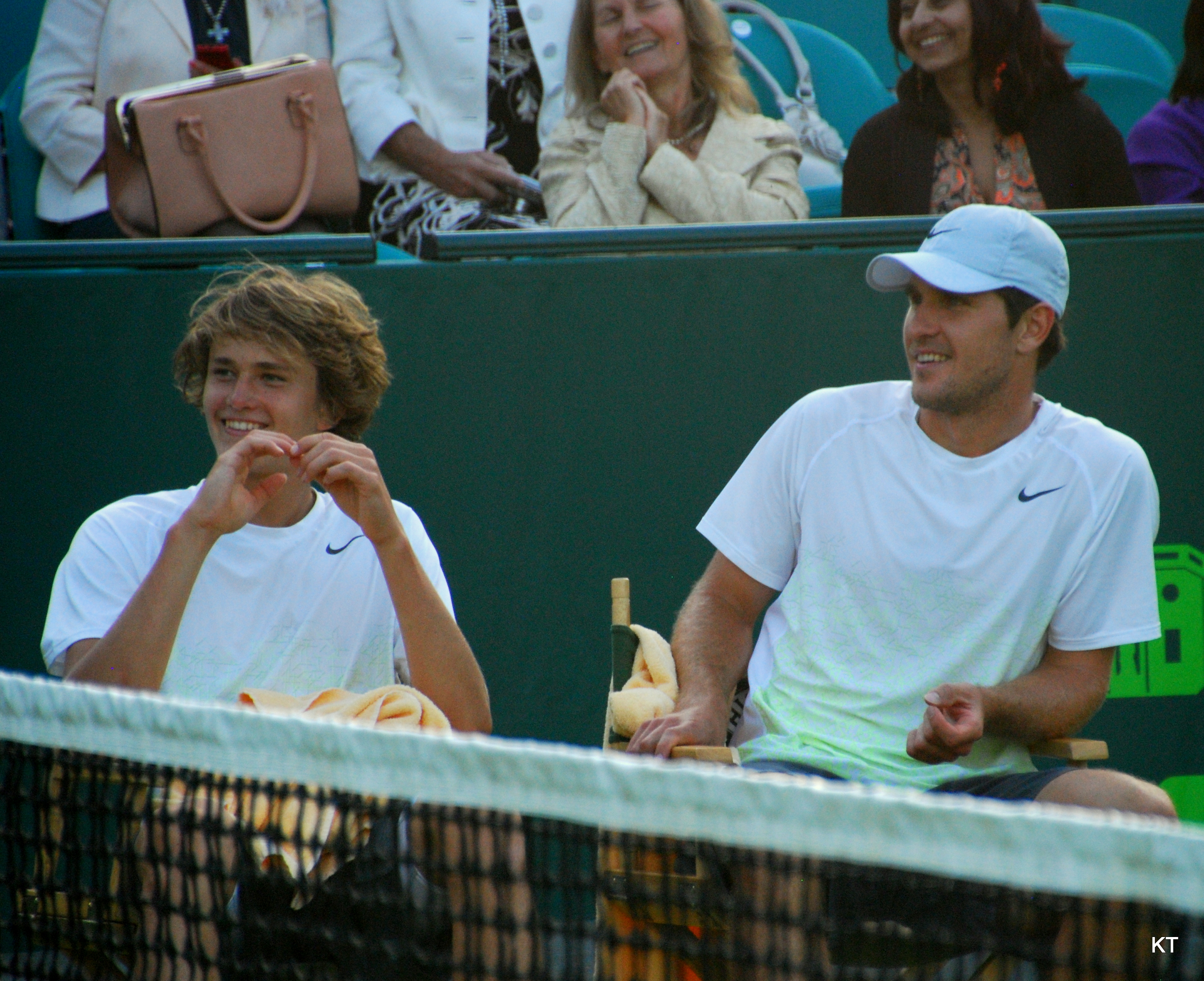
Zverev với anh trai, Mischa (phải), năm 2013

Ngày 23 tháng 2 năm 2022, sau khi kết thúc giải ATP 500, Zverev đi về phía trọng tài và đập vợt ba lần lên ghế của ông. Những cú đập suýt trúng chân trọng tài, làm ông này hoảng sợ. Tay vợt Đức sau đó về ghế của anh trong tiếng la ó của khán giả, nhưng rồi lại đứng lên, quát về phía trọng tài: "Nhìn xem quả bóng rơi ở đâu, 8-6 ở loạt tie-break. Nhờ ông mà trận đấu kết thúc, nhờ quyết định của ông đấy. Ông là đồ ngu.
Bỏi vì hành vi phi thể thao này, Zverev bị loại khỏi nội dung đơn nam của Mexico Mở rộng 2022 - giải đấu có sự tham gia của Rafael Nadal. Đối thủ của anh - Peter Gojowczyk - được vào thẳng vòng trong.

## Thống kê sự nghiệp

### Chung kết Grand Slam

#### Singles: 1 (1 á quân)
| Kết quả | Năm  | Giải đấu | Mặt sân | Đối thủ       | Tỷ số                        |
| ------- | ---- | -------- | ------- | ------------- | ---------------------------- |
| Á quân  | 2020 | US Open  | Cứng    | Dominic Thiem | 6–2, 6–4, 4–6, 3–6, 6–7(6–8) |

### Chung kết Olympic

#### Đơn: 1 (1 huy chương vàng)
| Kết quả | Năm  | Giải đấu        | Mặt sân | Đối thủ         | Tỷ số    |
| ------- | ---- | --------------- | ------- | --------------- | -------- |
| Vàng    | 2021 | Summer Olympics | Cứng    | Karen Khachanov | 6–3, 6–1 |

### Chung kết ATP Finals

#### Đơn: 2 (2 danh hiệu)
| Kết quả | Năm  | Giải đấu           | Mặt sân  | Đối thủ         | Tỷ số    |
| ------- | ---- | ------------------ | -------- | --------------- | -------- |
| Vô địch | 2018 | ATP Finals, London | Cứng (i) | Novak Djokovic  | 6–4, 6–3 |
| Vô địch | 2021 | ATP Finals, Turin  | Cứng (i) | Daniil Medvedev | 6–4, 6–4 |

### Chung kết Masters 1000

#### Đơn: 11 (6 danh hiệu, 5 á quân)
| Kết quả | Năm  | Giải đấu           | Mặt sân  | Đối thủ           | Tỷ số               |
| ------- | ---- | ------------------ | -------- | ----------------- | ------------------- |
| Vô địch | 2017 | Italian Open       | Đất nện  | Novak Djokovic    | 6–4, 6–3            |
| Vô địch | 2017 | Canadian Open      | Cứng     | Roger Federer     | 6–3, 6–4            |
| Á quân  | 2018 | Miami Open         | Cứng     | John Isner        | 7–6(7–4), 4–6, 4–6  |
| Vô địch | 2018 | Madrid Open        | Đất nện  | Dominic Thiem     | 6–4, 6–4            |
| Á quân  | 2018 | Italian Open       | Đất nện  | Rafael Nadal      | 1–6, 6–1, 3–6       |
| Á quân  | 2019 | Shanghai Masters   | Cứng     | Daniil Medvedev   | 4–6, 1–6            |
| Á quân  | 2020 | Paris Masters      | Cứng (i) | Daniil Medvedev   | 7–5, 4–6, 1–6       |
| Vô địch | 2021 | Madrid Open (2)    | Đất nện  | Matteo Berrettini | 6–7(8–10), 6–4, 6–3 |
| Vô địch | 2021 | Cincinnati Masters | Cứng     | Andrey Rublev     | 6–2, 6–3            |
| Á quân  | 2022 | Madrid Open        | Đất nện  | Carlos Alcaraz    | 3–6, 1–6            |
| Vô địch | 2024 | Italian Open (2)   | Đất nện  | Nicolás Jarry     | 6–4, 7–5            |

## Chung kết ATP

### Đơn: 33 (21 danh hiệu, 11 á quân)
| Giải đấu                     |
| ---------------------------- |
| Grand Slam tournaments (0–1) |
| Olympic Games (1–0)          |
| ATP Finals (2–0)             |
| ATP Tour Masters 1000 (6–5)  |
| ATP Tour 500 Series (5–3)    |
| ATP Tour 250 Series (8–2)    |

| Mặt sân       |
| ------------- |
| Cứng (14–6)   |
| Đất nện (8–3) |
| Cỏ (0–2)      |

| Kiểu sân          |
| ----------------- |
| Ngoài trời (15–9) |
| Trong nhà (7–2)   |

| Kết quả | Thắng-Thua | Ngày             | Giải đấu                        | Cấp độ       | Mặt sân  | Đối thủ               | Tỷ số                        |
| ------- | ---------- | ---------------- | ------------------------------- | ------------ | -------- | --------------------- | ---------------------------- |
| Á quân  | 0–1        | tháng 5 năm 2016 | Nice Open, Pháp                 | 250 Series   | Đất nện  | Dominic Thiem         | 4–6, 6–3, 0–6                |
| Á quân  | 0–2        | Th6 năm 2016     | Halle Open, Đức                 | 500 Series   | Cỏ       | Florian Mayer         | 2–6, 7–5, 3–6                |
| Vô địch | 1–2        | Th9 năm 2016     | St. Petersburg Open, Nga        | 250 Series   | Cứng (i) | Stan Wawrinka         | 6–2, 3–6, 7–5                |
| Vô địch | 2–2        | Th2 năm 2017     | Open Sud de France, Pháp        | 250 Series   | Cứng (i) | Richard Gasquet       | 7–6(7–4), 6–3                |
| Vô địch | 3–2        | tháng 5 năm 2017 | Bavarian Championships, Đức     | 250 Series   | Đất nện  | Guido Pella           | 6–4, 6–3                     |
| Vô địch | 4–2        | tháng 5 năm 2017 | Italian Open, Ý                 | Masters 1000 | Đất nện  | Novak Djokovic        | 6–4, 6–3                     |
| Á quân  | 4–3        | Th6 năm 2017     | Halle Open, Đức                 | 500 Series   | Cỏ       | Roger Federer         | 1–6, 3–6                     |
| Vô địch | 5–3        | Th8 năm 2017     | Washington Open, Mỹ             | 500 Series   | Cứng     | Kevin Anderson        | 6–4, 6–4                     |
| Vô địch | 6–3        | Th8 năm 2017     | Canadian Open, Canada           | Masters 1000 | Cứng     | Roger Federer         | 6–3, 6–4                     |
| Á quân  | 6–4        | Th4 năm 2018     | Miami Open, Mỹ                  | Masters 1000 | Cứng     | John Isner            | 7–6(7–4), 4–6, 4–6           |
| Vô địch | 7–4        | tháng 5 năm 2018 | Bavarian Championships, Đức (2) | 250 Series   | Đất nện  | Philipp Kohlschreiber | 6–3, 6–3                     |
| Vô địch | 8–4        | tháng 5 năm 2018 | Madrid Open, Tây Ban Nha        | Masters 1000 | Đất nện  | Dominic Thiem         | 6–4, 6–4                     |
| Á quân  | 8–5        | tháng 5 năm 2018 | Italian Open, Ý                 | Masters 1000 | Đất nện  | Rafael Nadal          | 1–6, 6–1, 3–6                |
| Vô địch | 9–5        | Th8 năm 2018     | Washington Open, Mỹ (2)         | 500 Series   | Cứng     | Alex de Minaur        | 6–2, 6–4                     |
| Vô địch | 10–5       | Th11 năm 2018    | ATP Finals, Vương quốc Anh      | Tour Finals  | Cứng (i) | Novak Djokovic        | 6–4, 6–3                     |
| Á quân  | 10–6       | Th3 năm 2019     | Mexican Open, Mexico            | 500 Series   | Cứng     | Nick Kyrgios          | 3–6, 4–6                     |
| Vô địch | 11–6       | tháng 5 năm 2019 | Geneva Open, Thụy Sĩ            | 250 Series   | Đất nện  | Nicolás Jarry         | 6–3, 3–6, 7–6(10–8)          |
| Á quân  | 11–7       | Th10 năm 2019    | Shanghai Masters, Trung Quốc    | Masters 1000 | Cứng     | Daniil Medvedev       | 4–6, 1–6                     |
| Á quân  | 11–8       | Th9 năm 2020     | US Open, Mỹ                     | Grand Slam   | Cứng     | Dominic Thiem         | 6–2, 6–4, 4–6, 3–6, 6–7(6–8) |
| Vô địch | 12–8       | Th10 năm 2020    | Cologne Indoors, Đức            | 250 Series   | Cứng (i) | Félix Auger-Aliassime | 6–3, 6–3                     |
| Vô địch | 13–8       | Th10 năm 2020    | Cologne Championship, Đức       | 250 Series   | Cứng (i) | Diego Schwartzman     | 6–2, 6–1                     |
| Á quân  | 13–9       | Th11 năm 2020    | Paris Masters, Pháp             | Masters 1000 | Cứng (i) | Daniil Medvedev       | 7–5, 4–6, 1–6                |
| Vô địch | 14–9       | Th3 năm 2021     | Mexican Open, Mexico            | 500 Series   | Cứng     | Stefanos Tsitsipas    | 6–4, 7–6(7–3)                |
| Vô địch | 15–9       | tháng 5 năm 2021 | Madrid Open, Tây Ban Nha (2)    | Masters 1000 | Đất nện  | Matteo Berrettini     | 6–7(8–10), 6–4, 6–3          |
| Vô địch | 16–9       | Th7 năm 2021     | Summer Olympics, Nhật Bản       | Olympics     | Cứng     | Karen Khachanov       | 6–3, 6–1                     |
| Vô địch | 17–9       | Th8 năm 2021     | Cincinnati Masters, Mỹ          | Masters 1000 | Cứng     | Andrey Rublev         | 6–2, 6–3                     |
| Vô địch | 18–9       | Th10 năm 2021    | Vienna Open, Áo                 | 500 Series   | Cứng (i) | Frances Tiafoe        | 7–5, 6–4                     |
| Vô địch | 19–9       | Th11 năm 2021    | ATP Finals, Ý (2)               | Tour Finals  | Cứng (i) | Daniil Medvedev       | 6–4, 6–4                     |
| Á quân  | 19–10      | Th2 năm 2022     | Open Sud de France, Pháp        | 250 Series   | Cứng (i) | Alexander Bublik      | 4–6, 3–6                     |
| Á quân  | 19–11      | tháng 5 năm 2022 | Madrid Open, Tây Ban Nha        | Masters 1000 | Đất nện  | Carlos Alcaraz        | 3–6, 1–6                     |
| Vô địch | 20–11      | Th7 năm 2023     | Hamburg European Open, Đức      | 500 Series   | Đất nện  | Laslo Djere           | 7–5, 6–3                     |
| Vô địch | 21–11      | Th9 năm 2023     | Chengdu Open, Trung Quốc        | 250 Series   | Cứng     | Roman Safiullin       | 6–7(2–7), 7–6(7–5), 6–3      |
| Vô địch | 22–11      | tháng 5 năm 2024 | Italian Open, Ý                 | Masters 1000 | Đất nện  | Nicolás Jarry         | 6–4, 7–5                     |

### Đôi: 7 (2 danh hiệu, 5 á quân)
| Giải đấu                     |
| ---------------------------- |
| Grand Slam tournaments (0–0) |
| ATP Tour Finals (0–0)        |
| ATP Tour Masters 1000 (0–0)  |
| ATP Tour 500 Series (1–3)    |
| ATP Tour 250 Series (1–2)    |

| Mặt sân       |
| ------------- |
| Cứng (2–2)    |
| Đất nện (0–1) |
| Cỏ (0–2)      |

| Kiểu sân         |
| ---------------- |
| Ngoài trời (1–3) |
| Trong nhà (1–2)  |

| Kết quả | Thắng-Thua | Ngày             | Giải đấu                    | Cấp độ     | Mặt sân  | Đồng đội      | Đối thủ                      | Tỷ số                 |
| ------- | ---------- | ---------------- | --------------------------- | ---------- | -------- | ------------- | ---------------------------- | --------------------- |
| Á quân  | 0–1        | tháng 5 năm 2015 | Bavarian Championships, Đức | 250 Series | Đất nện  | Mischa Zverev | Alexander Peya Bruno Soares  | 6–4, 1–6, [5–10]      |
| Á quân  | 0–2        | Th2 năm 2016     | Open Sud de France, Pháp    | 250 Series | Cứng (i) | Mischa Zverev | Mate Pavić Michael Venus     | 5–7, 6–7(4–7)         |
| Vô địch | 1–2        | Th2 năm 2017     | Open Sud de France, Pháp    | 250 Series | Cứng (i) | Mischa Zverev | Fabrice Martin Daniel Nestor | 6–4, 6–7(3–7), [10–7] |
| Á quân  | 1–3        | Th6 năm 2017     | Halle Open, Đức             | 500 Series | Cỏ       | Mischa Zverev | Łukasz Kubot Marcelo Melo    | 7–5, 3–6, [8–10]      |
| Á quân  | 1–4        | Th6 năm 2018     | Halle Open, Đức             | 500 Series | Cỏ       | Mischa Zverev | Łukasz Kubot Marcelo Melo    | 6–7(1–7), 4–6         |
| Á quân  | 1–5        | Th10 năm 2018    | Swiss Indoors, Thụy Sĩ      | 500 Series | Cứng (i) | Mischa Zverev | Dominic Inglot Franko Škugor | 2–6, 5–7              |
| Vô địch | 2–5        | Th3 năm 2019     | Mexican Open, Mexico        | 500 Series | Cứng     | Mischa Zverev | Austin Krajicek Artem Sitak  | 2–6, 7–6(7–4), [10–5] |

## Giải thưởng
- ITF Junior World Champion (2013)
- ATP Star of Tomorrow (2015)